# Музей на професионалното миниатюрно изкуство Хенрик Ян Доминяк в Тихи
Музеят на професионалното миниатюрно изкуство Хенрик Ян Доминяк в Тихи (на полски: Muzeum Miniaturowej Sztuki Profesjonalnej Henryk Jan Dominiak w Tychach) е музей на модерното изкуство в Южна Полша, Силезко войводство, разположен в центъра на Тѝхи.

## История
Вероятно e най-малкият музей за изкуство в света, за първи път е открит от Хенрик Ян Доминяк на 16 април 2013 година.

## Описание
На площ от 6,15 квадратни метра, днес (2023) в музея са изложени близо 1000 предмета миниатюрно изкуство от Полша, Швеция, Украйна, Унгария и Бразилия. Музеят е дом на картини, гравюри и графики, скулптури, но също и декоративно изкуство. Експонатите са от художници и са дарения.

## Колекции
Музеят съхранява богатото художествено наследство на професионалното миниатюрно изкуство на Европа и на Южна Америка.

### Маслена живопис и акрилна живопис
- Битката при Рацлавице от 2023 г. Картина от Войчех Лука. Размери 132 х 77 мм. Маслени бои върху камък малахит и лапис лазули.
- Битката при Цединия от 2022 г. Картина от Павел Броджиш. Размери 15 х 42 мм. Маслени бои върху камък лапис лазули.
- Чудото на Висла от 2021 г. Картина от Анна Янушевич-Питлок. Размери 22 х 44 мм. Акрилна боя върху цоизит камък (аниолит с рубинs). Свързана с тази тема най-малък картина в света.[14][15]

### Скулптурата
- Иисус Христос Замисленият от 2013 г. Скулптура от Хенрик Ян Доминяк. Височина 26 мм. Сребро и лапис лазули (скъпоценен камък).

## Отличия и награди
Музеят удостоен е с множество престижни награди.

### Отличия в Полша
- Почетният знак "За заслуги към полската култура", е почетна награда от Министерството на културата и националното наследство на Полша за принос в развитието на полската култура на 6 септември 2021 г.[16]